# Kamyszy (obwód kurgański)
Kamyszy (ros. Камыши) – wieś (sieło) w Rosji, w obwodzie kurgańskim, w rejonie kurtamyskim. W 2010 liczyła 425 mieszkańców.